# 芭比的完美聖誕
《芭比的完美聖誕》（英語：Barbie: A Perfect Christmas）是环球影业發行的錄影帶首映動畫電影作品，本次由Technicolor擔任動畫製作。於2011年11月8日以DVD的形式在美國首次發售，並於2012年12月24日在尼克儿童频道上播出。該作為芭比動畫系列的第21部電影，也是《芭比之聖誕歡歌》（2008年）以來的第二部聖誕節專題音樂劇電影。這部電影講述了Barbie和她的妹妹Skipper、Stacie和Chelsea準備前往紐約看望Millie阿姨，並打算和她一起過聖誕節。但她們在前往紐約的途中，由於一場暴風雪，導致她們被困在了明尼蘇達州。於是她們住在明尼蘇達州一家名為Tannenbaum的旅店，為鎮上舉辦了一場聖誕夜演唱會。
香港於2011年12月6日由洲立影視有限公司代理發行DVD和VCD。
台灣於2012年3月16日由緯麟集團和傳訊時代多媒體聯合代理發行DVD。
中国大陆於2012年12月由新汇集团上海声像出版社有限公司和上海新索音乐有限公司聯合发行DVD。

## 劇情
Barbie和她的妹妹們計劃去紐約和Millie阿姨一起過聖誕節。Barbie想要和Millie阿姨一起去看百老匯戲劇的最後一場演出，Skipper要去聽她朋友Zoe的音樂會，Stacie要去Rockerfeller溜冰場滑冰，Chelsea要去中央公園動物園喂海獅。大家都很期待在紐約過一個完美聖誕。
一開始一切都很順利，但突然她們不得不停留在明尼蘇達州的羅切斯特市，因為一場可怕的暴風雪即將來臨。Barbie和她的妹妹們別無選擇，只能開車去明尼阿波利斯。Stacie開始生Chelsea的氣，因為Chelsea在一直模仿她的行為。Barbie向她的妹妹們保證，她們一定會在聖誕節前及時趕到紐約。Skipper在網上給她們訂了飛往紐約的機票，然後她們在Tannenbaum旅店住了一晚，並會見了旅店老板Christie Clauson。她給了Barbie和她的妹妹們一個房間，讓她們趕快上床睡覺。
Barbie向她的妹妹們保證，她們會有一個完美的聖誕節。當她們都睡着時，Barbie告訴Christie她不想讓她的妹妹們失望，Christie安慰了她。她鼓勵Barbie在星星上許願，Barbie希望她和她的妹妹們能有一個完美的聖誕節。第二天早上，就是在平安夜當天，Skipper告訴她的姐妹們，她們飛往紐約的航班因為大雪取消了，所以她們暫時不能出發了。Stacie和Chelsea很不高興，然而Barbie在試圖保持樂觀，但在內心深處她知道Skipper是對的。那天晚些時候，Barbie和她的妹妹們出去和狗狗們玩。突然，Chelsea遇到了一只名叫Rudy的小狗，她們開始玩雪橇並玩得很開心，而她的姐姐們則跟着她，她們也都玩得很開心。她們意識到不管身在何方，一家人在一起過聖誕節是最開心的事了。
Barbie和她的妹妹們在離旅店不遠的地方發現了一群馴鹿。一頭馴鹿領着她們來到一個堆滿了包裝好的聖誕禮物的谷倉。在返回旅店的路上，她們又聽到了音樂，發現了一個樂隊，但是樂隊卻沒有歌手。樂隊的吉他手之一Brian從Skipper的視頻日志中認出了她，並告訴她他想上她的播客。Barbie想出了一個主意，要在旅店外舉辦一場聖誕夜演唱會，讓Brian的樂隊和Skipper一起同台表演。Skipper告訴Barbie，她想親自來策劃這場演出，Barbie同意只在需要她的地方她才會幫忙。但當Skipper對自己的演唱會感到緊張和不安時，她開始對Chelsea大喊大叫。傷心的Chelsea離開了她們，獨自一人在旅店附近徘徊。
Skipper後來告訴Barbie，她之所以不需要她的幫助，是因為當她把自己和姐姐比較時，這讓她感到沒有安全感。Barbie聽後安慰了她，然後發現Chelsea失蹤了，因此演唱會的準備工作也被暫停了。Chelsea的姐姐們開始擔心起來，然後到處去找她。她們發現Chelsea單獨在谷倉里生悶氣，女孩們都相互原諒了對方。Stacie告訴Chelsea，即使在她對小妹妹生氣的時候，她也很愛她。大家又回到旅店準備開演唱會。Barbie和妹妹們都上台表演了節目，然後Skipper與Brian的樂隊一起演唱。演唱會結束後，Millie阿姨來到了旅店和女孩們一起過聖誕節，所有人都聚集在旅店外觀賞聖誕樹，並歡唱聖誕頌歌。Barbie和她的妹妹們決定等下一個聖誕節再去紐約。

## 配音員
※下表列出的角色名字没有中文译名，国语配音完全是以英语的读音來發音。
| 角色             | 英語原聲                           | 國語配音                      | 國語配音 | 國語配音 |
| 角色             | 英語原聲                           | 中国大陆                      | 台湾     | 广东话   |
| ---------------- | ---------------------------------- | ----------------------------- | -------- | -------- |
| Barbie           | 黛安娜·卡里娜                      | 鍾薇（对白） 陈敏婷（唱歌）   |          |          |
| Skipper          | 雷切尔·德兰斯（Rachel Drance）     | 周莹（对白） 高少华（唱歌）   | 傅其慧   |          |
| Stacie           | 劳伦·拉瓦伊（Lauren Lavoie）       | 周筠                          | 雷碧文   |          |
| Chelsea          | 阿什琳·德拉蒙德（Ashlyn Drummond） | 赵冰冰（对白） 麦智钧（唱歌） |          |          |
| Christie Clauson | 瑪莉克·亨德里克瑟                  | 陈玉美（对白） 傅佩嘉（唱歌） | 杜素真   |          |
| Brian            | 艾丹·德拉蒙德（Aidan Drummond）    | 孙中文                        |          |          |
| Cole Elif        | 阿里斯塔爾·阿貝爾                  | 孙中文                        |          |          |
| Holly Elif       | 恰拉·赞尼                          | 李俊英                        |          |          |
| Millie阿姨       | 派翠西亞·德雷克                    | 李俊英                        |          |          |
| Ivy Elif         | 瑪莉克·亨德里克瑟                  | 曹越                          |          |          |

## 歌曲
It's Gonna Be Amazing
创作：Amy Powers, Gabriel Mann, Rob Hudnut
演唱：Danielle Bessler (Stacie), Nevada Brandt (Skipper), Lucia Vecchio (Chelsea), Jennifer Waris (Barbie)
Wrap It Up, Stack It Up
创作：Amy Powers, Gabriel Mann, Rob Hudnut
演唱：Allie Feder (Christie)
backing vocals by Rachel Bearer
The Wish I Wish Tonight
创作：Amy Powers, Gabriel Mann, Rob Hudnut
演唱：Jennifer Waris (Barbie)
Perfect Christmas
创作：Amy Powers, Gabriel Mann, Rob Hudnut
演唱：Nevada Brandt (Skipper)
backing vocals by Danielle Bessler (Stacie), Lucia Vecchio (Chelsea) and Jennifer Waris (Barbie)
Deck the Halls
演唱：Danielle Bessler (Stacie), Nevada Brandt (Skipper), Lucia Vecchio (Chelsea), Jennifer Waris (Barbie)

## 配音譯製人員
中国大陆國語版工作人員
- 翻译：刘惠岚
- 对白领班：蔡济生
- 歌词翻译：刘惠岚
- 音乐领班：陶赞新
- 对白录音师/歌曲录音师/对白编辑：邓显辉
- 制作统筹：叶惠虹
- 国际项目统筹：Angela Sa

## 備註
1. 1 2  依照芭比系列電影上映次序。

## 資料來源
1. ↑  . 2022-11-23  [2022-11-23]. （原始内容存档于2022-11-23）.
2. ↑  . 2022-11-23  [2022-11-23]. （原始内容存档于2022-11-23）.
3. ↑  . 2022-11-23  [2022-11-23]. （原始内容存档于2022-11-23）.
4. ↑  . 2022-11-23  [2022-11-23]. （原始内容存档于2022-11-23）.

## 外部連結
- 《芭比的完美聖誕》 （页面存档备份，存于） - 環球影業家庭娛樂（英文）
- 在Netflix上觀看《芭比的完美聖誕》
- 互联网电影数据库（IMDb）上《芭比的完美聖誕》的资料（英文）
- AllMovie上《芭比的完美聖誕》的资料（英文）
- 爛番茄上《芭比的完美聖誕》的資料（英文）
- 豆瓣电影上《芭比的完美聖誕》的資料 （简体中文）